# Johannes Thiel (Bischof)
Johannes Thiel, OPraem (auch Johann Thiel; * 1485 in Breslau, Königreich Böhmen; † 4. September 1545 ebenda) war Titularbischof von Nicopolis (Nicopolitanus) und Weihbischof in Breslau.

## Leben
Johannes Thiel wurde als Sohn eines Fleischers geboren. Als Prämonstratenser des Breslauer St.-Vinzenz-Stifts war er Propst der Prämonstratenserinnen in Czarnowanz und ab 1529 Abt von St. Vinzenz. 1534 verpfändete er einen Teil des Klosterbesitzes, um dem Kaiser Ferdinand I. eine Beihilfe zur Bestreitung der Türkenkriege zu gewähren. 
Am 24. April 1539 wurde er von Papst Paul III. zum Titularbischof von Nicopolis ernannt und zum Weihbischof in Breslau bestellt. Da sein Gönner, der Breslauer Bischof Jakob von Salza am 25. August d. J. verstarb, konnte ihm dieser nicht mehr die Bischofsweihe erteilen. Deshalb wurde Johannes Thiel am 11. Dezember 1539 vom Papst aufgefordert, sich von einem Bischof seiner Wahl weihen zu lassen. Die Weihe fand im Juli 1540 in Gnesen statt. 
Als am Palmsonntag 1541 der Reformator Ambrosius Moibanus in St. Elisabeth eine Predigt hielt, in der er die Palmenweihe und andere kirchliche Zeremonien ablehnte, fühlte sich  Weihbischof Thiel beleidigt. Daraufhin verfasste Moibanus eine lateinische Epistel, in der er den Weihbischof nochmals angriff. Die Antwort auf die Epistel verfasste der romtreue Breslauer Kanoniker Johannes Cochläus. Sie musste in Ingolstadt gedruckt werden, da es Moibanus gelungen war, die Herausgabe der Schrift in Breslau zu verhindern.
Auf päpstlichen Wunsch wurde Johannes Thiel 1544 Domherr am Breslauer Dom. Da er kein dreijähriges Universitätsstudium und keinen akademischen Grad nachweisen konnte, verweigerte ihm das Domkapitel die Teilnahme an seinen Sitzungen. Weitere Pfründen besaß er am Breslauer Kreuzstift und als Propst von Strelno im Erzbistum Gnesen. 1545 bestätigte ihm Herzog Johann von Oels die in seinem Herzogtum Oels gelegenen Stiftsgüter.
Johannes Thiel starb am 4. September 1545 in Breslau und wurde in der Stiftskirche von St. Vinzenz beigesetzt.
Wegen der Auswirkungen der Reformation unter den Bischöfen Balthasar von Promnitz und Kaspar von Logau blieb das Bistum Breslau nachfolgend mehr als 30 Jahre ohne Weihbischof. Die jahrelangen Bemühungen des Domkapitels um die Ernennung eines Weihbischofs blieben ohne Erfolg.